# La Colère dans le vent
Pour plus de détails, voir Fiche technique et Distribution.
La Colère dans le vent est un film documentaire nigérien de 2016 réalisé par Amina Weira, produit et distribué par VraiVrai Films,,.
Le film traite de l'exploitation de l'uranium dans la ville  d'Alirt au nord du Niger dans la région d'Agadez depuis 1976 et de la perte de population qui en résulte en raison de la forte radioactivité dans cette zone,,.
En plus, dans le fim documentaire il a été raconté ceci ''Dans ma ville d’origine Arlit, au Nord du Niger, Areva exploite l’uranium depuis 1976. Aujourd’hui, une bonne partie de cette région, balayée par les vents de sable, est contaminée. Mon père, travailleur de la mine d’uranium en retraite, est au cœur de ce film. Il dépoussière ses souvenirs, les trente-cinq années de son passage à la mine. Grâce à lui, je vais à la rencontre d’autres anciens travailleurs et des plus jeunes qui ont certainement leur mot à dire,.
Le film a été présenté en première le 1er avril 2016 en France. Le film a reçu des critiques mitigées de la part des critiques et a été projeté dans de nombreux festivals de cinéma. Il a bénéficié de plusieurs distinctions et prix,.

## Fiche technique
- Titre original : La Colère dans le vent
- Réalisation : Amina Weira
- Production : VraiVrai Films
- Photographie : Tarek Sami
- Montage : Agnès Gaudet
- Musique : Abdoulaye Mato
- Son :
- Durée : 54 min
- Format : Couleurs
- Langue : Français